# Вильман, Хедвиг
Хедвиг Шарлотта Константина Вильман (швед. Hedvig Charlotta Konstantina Willman, урождённая Харлинг (швед. Harling); 18 июля 1841 — 15 августа 1887), — шведская театральная актриса, оперная певица и преподаватель театрального мастерства. В 1877—1886 годах она была соучредителем Театральной школы (швед. Dramatens elevskola).

## Биография
Хедвиг Вильман родилась в Стокгольме. Она была дочерью продавца одежды П. А. К. Харлинга и Эмили Шарлотты Вольстен. В 1871 году она вышла замуж за актёра Андерса Вильмана (1834—1898).

### Карьера
Хедвиг Вильман дебютировала в стокгольмском театре Ладугордсланд (швед. Ladugårdslandsteatern) в 1857 году и была приглашена в театральную труппу Юхана Андерса Оскара Андерссона (1813—1866), а затем Эдвардом Стьернстрёмом в Малый театр (швед. Mindre teatern). С 1863 года она играла в Королевском драматическом театре, а с 1865 года выступала в роли оперной певицей в Королевской шведской опере параллельно с её актёрской карьерой.
Её пребывание в Малом театре было охарактеризовано следующим образом:
"Там она имела возможность продемонстрировать свой ум, который в сочетании с живой актёрской игрой и элегантной внешностью сделал её популярной среди публики и привёл к тому, что она оказалась среди тех актёров Стьернстрёма, которые продолжили работать, когда Малый театр был продан Королевскому театру в 1863 году.
В качестве певицы Вильман часто играла в комических операх. Она выступала в качестве приглашённой артистки в Дании и Германии, особенно в Королевском датском театре в 1869 году. О её карьере певицы было сказано следующее:
«… не будучи обладательницей каких-либо замечательных ресурсов, она сумела, благодаря своему актёрскому таланту и энергичной работе, очень хорошо решить несколько важных задач».
В 1877 году она и её супруг были назначены руководителями Театральной школы (швед. Dramatens elevskola). Хедвиг также давала уроки пения. Одним из её выдающихся учеников был Йон Форселль (1868—1941), который впоследствии стал ведущим баритоном Королевской оперы в Стокгольме.
Хедвиг Вильман умерла в Стокгольме в 1887 году «после продолжительной болезни».